# Vampires (manga)
Pour les articles homonymes, voir Vampires (homonymie).
Vampires (バンパイヤ, Banpaiya) est un shōnen manga d'Osamu Tezuka, prépublié au Japon dans le magazine Weekly Shōnen Sunday de l'éditeur Shōgakukan entre 1966 et 1969. Ce manga n'a pas eu le succès espéré et dû s'arrêter au bout de trois volumes reliés[réf. nécessaire]. En France, la série est publiée par Asuka.

## Synopsis
Toppei est un garçon peu ordinaire qui fait partie de la tribu des vampires, en effet il est capable de se transformer en loup. Opprimés pendant longtemps par les hommes, les vampires préparent une révolution. Toppei tentera de les arrêter avec l'aide du président d'un studio d'animation, un certain Osamu Tezuka, mais son secret sera découvert.